# Nesioneta pacificana
Nesioneta pacificana är en spindelart som först beskrevs av Lucien Berland 1935.  Nesioneta pacificana ingår i släktet Nesioneta och familjen täckvävarspindlar. Inga underarter finns listade i Catalogue of Life.